# Juan Salcedo
Juan José Salcedo Villadiego (Cartagena de Indias, Colombia; 27 de mayo de 1993) es un futbolista colombiano. Juega como delantero y su equipo actualmente es el Orsomarso de la Categoría Primera B.

## Trayectoria
En el 2021 ficha por Jaguares de Córdoba para afrontar la Liga betplay , equipo en el cual anotó 12 goles en 24 partidos

## Clubes
| Club           | País     | Año           |
| -------------- | -------- | ------------- |
| Real Cartagena | Colombia | 2013 - 2018   |
| Once Caldas    | Colombia | 2019          |
| Real Cartagena | Colombia | 2020 - 2021   |
| Los Chankas    | Perú     | 2022          |
| Juan Aurich    | Perú     | 2023          |
| Orsomarso      | Colombia | 2024          |
| Real Cartagena | Colombia | 2024-2025     |
| Orsomarso      | Colombia | 2025-presente |

## Estadísticas
| Club                      | Div.       | Temporada  | Liga  | Liga  | Copa Nacional | Copa Nacional | Copa Internacional | Copa Internacional | Total | Total | Prom. · |
| Club                      | Div.       | Temporada  | Part. | Goles | Part.         | Goles         | Part.              | Goles              | Part. | Goles | Prom. · |
| ------------------------- | ---------- | ---------- | ----- | ----- | ------------- | ------------- | ------------------ | ------------------ | ----- | ----- | ------- |
| Real Cartagena · Colombia | 2.ª        | 2013       | 8     | 0     | 6             | 0             | —                  | —                  | 14    | 0     | 0       |
| Real Cartagena · Colombia | 2.ª        | 2014       | 30    | 6     | 9             | 2             | —                  | —                  | 39    | 8     | 0.21    |
| Real Cartagena · Colombia | 2.ª        | 2015       | 28    | 9     | 7             | 2             | —                  | —                  | 35    | 11    | 0.31    |
| Real Cartagena · Colombia | 2.ª        | 2016       | 34    | 10    | 6             | 2             | —                  | —                  | 40    | 12    | 0.3     |
| Real Cartagena · Colombia | 2.ª        | 2017       | 34    | 10    | 5             | 2             | —                  | —                  | 39    | 12    | 0.31    |
| Real Cartagena · Colombia | 2.ª        | 2018       | 28    | 10    | 2             | 0             | —                  | —                  | 30    | 10    | 0.33    |
| Real Cartagena · Colombia | 2.ª        | 2020       | 13    | 4     | 1             | 0             | —                  | —                  | 14    | 4     | 0.29    |
| Real Cartagena · Colombia | 2.ª        | 2021       | 28    | 7     | 3             | 0             | —                  | —                  | 31    | 7     | 0.23    |
| Real Cartagena · Colombia | 2.ª        | 2024       | 22    | 6     | 1             | 1             | —                  | —                  | 23    | 7     | 0.3     |
| Real Cartagena · Colombia | 2.ª        | 2025       | 16    | 1     | 0             | 0             | —                  | —                  | 16    | 1     | 0.06    |
| Real Cartagena · Colombia | Total club | Total club | 240   | 63    | 41            | 9             | —                  | —                  | 281   | 72    | 0.26    |
| Once Caldas · Colombia    | 1.ª        | 2019       | 12    | 2     | 1             | 0             | 1                  | 0                  | 14    | 2     | 0.14    |
| Once Caldas · Colombia    | Total club | Total club | 12    | 2     | 1             | 0             | 1                  | 0                  | 14    | 2     | 0.14    |
| Los Chankas · Perú        | 2.ª        | 2022       | 17    | 2     | —             | —             | —                  | —                  | 17    | 2     | 0.12    |
| Los Chankas · Perú        | Total club | Total club | 17    | 2     | —             | —             | —                  | —                  | 17    | 2     | 0.12    |
| Juan Aurich · Perú        | 2.ª        | 2023       | 23    | 3     | —             | —             | —                  | —                  | 23    | 3     | 0.13    |
| Juan Aurich · Perú        | Total club | Total club | 23    | 3     | —             | —             | —                  | —                  | 23    | 3     | 0.13    |
| Orsomarso · Colombia      | 2.ª        | 2024       | 23    | 10    | 1             | 0             | —                  | —                  | 24    | 10    | 0.42    |
| Orsomarso · Colombia      | 2.ª        | 2025       | 4     | 0     | —             | —             | —                  | —                  | 4     | 0     | 0       |
| Orsomarso · Colombia      | Total club | Total club | 27    | 10    | 1             | 0             | —                  | —                  | 28    | 10    | 0.36    |
| Total                     | Total      | Total      | 321   | 80    | 42            | 9             | 1                  | 0                  | 364   | 89    | 0.24    |

## Distinciones individuales
| Distinción                                                 | Año         |
| ---------------------------------------------------------- | ----------- |
| Máximo Goleador histórico del Real Cartagena (74 goles)    | 2017 - Act. |
| Jugador con más partidos del Real Cartagena (283 partidos) | 2021 - Act. |
| Goleador de la Torneo Apertura Primera B (10 goles)        | 2024-I      |